# Полковник у відставці
Полковник у відставці (рос. Полковник в отставке) — радянський художній фільм, поставлений на Кіностудії «Ленфільм» у 1975 році режисером Ігорем Шешуковим. За мотивами роману Володимира Дягілева «Вічне дерево». Прем'єра фільму в СРСР відбулася 7 лютого 1977 року.

## Сюжет
Корній Корнійович Полунін — кадровий військовий, полковник у відставці. Не в силах сидіти вдома, Полунін йде на завод слюсарем. Друзі та син сприймають це як дивацтво. Але в відділ кадрів заводу приходить група підлітків, і Полунін береться керувати цією важкою бригадою.

## У ролях
- Микола Гринько — Корній Корнійович Полунін (роль озвучив — Ігор Єфімов)
- Лілія Гриценко —  Олімпіада Касьянова
- Тетяна Канаєва —  Ліда, дружина Олексія
- Жанна Прохоренко —  Марина, лікар, дочка Олімпіади Касьянової
- Олег Янковський —  син полковника, Олексій
- Володимир Зельдін —  Іван Михайлович, однополчанин Полуніна
- Валентин Нікулін —  Бахрушин, композитор
- Зінаїда Шарко —  Анастасія Петрівна, мати Генки Форманюка
- Юрій Гончаров — Валентин, майстер токарів
- Олександр Соколов —  Георгій Фадейович, токар
- Іван Соловйов —  Володимир Павлович, начальник відділу кадрів заводу
- Володимир Заманський —  Фома Захарович, начальник цеху
- Юрій Соловйов —  Валерій Іванович
- Олександр Богданов —  Генка Форманюк

## Знімальна група
- Автор сценарію —  Майя Чумак
- Режисер-постановник —  Ігор Шешуков
- Оператор-постановник —  Володимир Чумак
- Художник-постановник —  Віктор Амельченко
- Звукооператор —  Ася Звєрєва
- Композитор —  Вадим Біберган
- Режисер —  Михайло Ордовський